# Habranthus saltensis
Habranthus saltensis är en amaryllisväxtart som beskrevs av Pierfelice Ravenna. Habranthus saltensis ingår i släktet Habranthus och familjen amaryllisväxter. Inga underarter finns listade i Catalogue of Life.